# Eudosis
Els eudosis (en llatí Eudoses) eren un poble germànic esmentat únicament per Tàcit. Diu que era una de les tribus dels sueus, i se suposa que vivien a Mecklenburg.